# Swartzia humboldtiana
Swartzia humboldtiana là một loài thực vật có hoa trong họ Đậu. Loài này được Cuello mô tả khoa học đầu tiên năm 2001.